# Gisela von Arnim

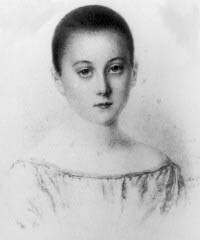
Gisela von Arnim

Gisela von Arnim (gift Grimm), född 30 augusti 1827 i Berlin, död 4 april 1889 i Florens, var en tysk författare, som bland annat skrev sagor. Gisela von Arnim använde sig även av pseudonymerna Marilla Fittchersvogel och Allerlei Rauh.
Gisela von Arnim var det yngsta barnet till författarna Bettina von Arnim och Achim von Arnim. Hon fick ingen formell utbildning utan undervisades av sina äldre systrar. Som ung läste hon sagor och dikter i romantikens anda, särskilt verk av Wilhelm Hauff, och började själv att skriva sagor. Tillsammans med sina systrar bildade hon Kaffeter-cirkeln vilken inledningsvis bestod av en grupp unga kvinnor och sedan utvecklades till en litterär salong till vilken även män var välkomna. Till hedersmedlemmarna räknades bland andra  H C Andersen och Emmanuel Geibel. 1859 gifte hon sig med konsthistorikern Herman Grimm, son till Wilhelm Grimm.
1888 reste Gisela von Arnim av hälsoskäl till Rom. På tillbakavägen till Tyskland avled hon i Florens. Hon är begravd på Cimitero Evangelico degli Allori söder om Porta Romana.

## Verk
- Das Leben der Hochgräfin Gritta von Rattenzuhausbeiuns (med modern Bettina von Arnim, 1840)
- Das Heimelchen (Märchen, 1848)
- Aus den Papieren eines Spatzen (Märchen, 1848)
- Mondkönigs Tochter (Märchen, 1849)
- Dramatische Werke (4 Band; 1857–1875)
  - Band 1: Ingeborg von Dänemark, Das Herz der Lais (Digitaliserad)
  - Band 2: Trost in Thränen
  - Band 3: Das Steinbild der Cornelia
  - Band 4: Wie es unterdessen Daheim war
- Drei Mährchen (1853)
- Das Licht (Festspiel, 1870)
- Die gelbe Haube (Lustspiel, 1877)
- Ein Brief über Rom und Berlin (1887)
- Alt-Schottland (Drama i fem akter, 1889)